# Список глав Финляндии

Президентский штандарт

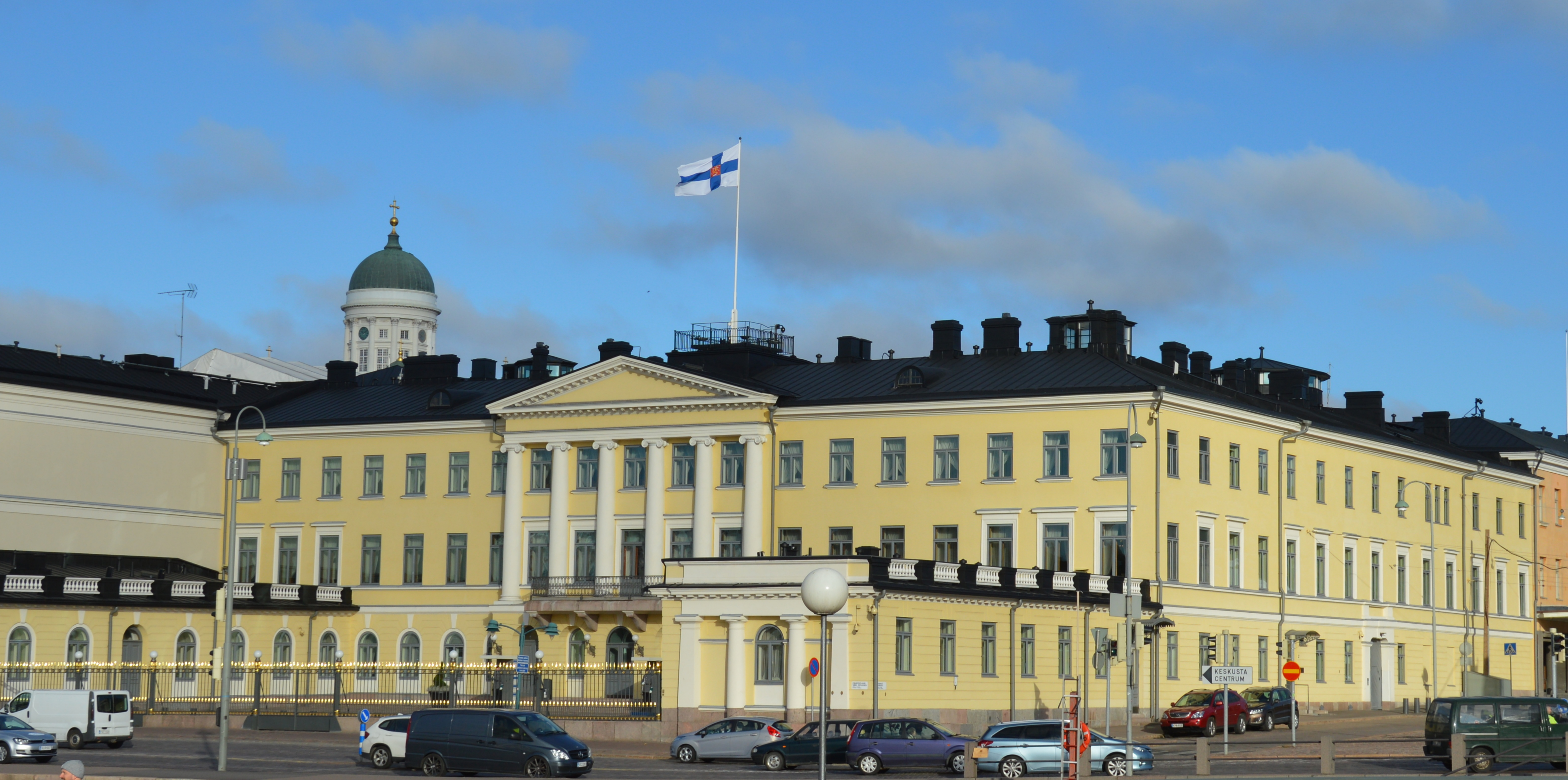
Президентский дворец (Хельсинки)

Список глав Финляндии включает лиц, возглавлявших Финляндию после создания Великого Княжества Финляндского () как государственной автономии в составе Российской империи и Российской республики и в последующий период развития независимого финляндского государства.
В настоящее время президент Финляндской Республики (фин. Suomen tasavallan presidentti, швед. Republiken Finlands president) представляет финляндское государство и является гарантом национальной независимости, единства и территориальной целостности страны. Он избирается всеобщим, равным, прямым, тайным и свободно выраженным голосованием сроком на 6 лет с правом однократного переизбрания. Наиболее заметными изменениями в функциях главы государства согласно новой Конституции, вступившей в силу 1 марта 2000 года, стали передача Эдускунте (парламенту) права по формированию Государственного совета (правительства) и передача права принятия окончательного решения по представлению или отзыву постановления Государственного совета к премьер-министру, включая акты в области иностранных дел. Эдускунта также обладает правом контроля того, чтобы связанные с обороной страны указы президента соответствовали договорённостям, достигнутым в ходе его консультаций с министрами, при сохранении президентом статуса главнокомандующего вооружённых сил.
Финляндия перешла на григорианский календарь в 1753 году, находясь в составе Королевства Швеции, однако до прекращения в 1918 году государственных связей страны с Россией также приведены использовавшиеся в ней  юлианские даты.
Использованная в первом столбце таблиц нумерация является условной; также условным является использование в первом столбце цветовой заливки, служащей для упрощения восприятия принадлежности лиц к различным политическим силам без необходимости обращения к столбцу, отражающему партийную принадлежность. Наряду с партийной принадлежностью, в столбце «Партия» также отражён внепартийный (независимый) статус персоналий. В таблицах в столбце «Выборы» отражены состоявшиеся выборные процедуры или другие основания исполнения полномочий. Для удобства список разделён на принятые в историографии периоды истории страны. Приведённые в преамбулах к каждому из разделов описания этих периодов призваны пояснить особенности политической жизни.

## Великое Княжество Финляндское (в составе Российской империи, 1809—1917)

Герб княжества

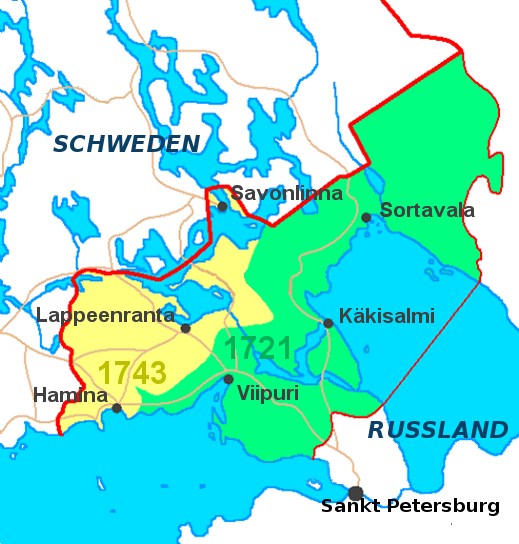
Старая Финляндия

Великое Княжество Финляндское (швед. Storfurstendömet Finland, фин. Suomen suuriruhtinaskunta), являвшееся генерал-губернаторством в составе Российской империи (1809—1917) и Российской республики (1917), обладало широкой внутренней и внешней государственной автономией, фактически являвшейся незакреплённой юридически династической унией (реальной или личной). При наличии отдельного подданства, не совпадающего с российским, его правовое положение на протяжении существования было дискуссионным, при этом сторонники отдельного государства указывали не только на наличие в княжестве особых сословно-представительных и административно-исполнительных органов, но и собственной бюджетной, денежной, налоговой, таможенной, судебной систем и национальной армии.
Территория княжества была присоединена к России в ходе русско-шведской войны 1808—1809 гг., о чём было объявлено в манифесте «О покорении шведской Финляндии и о присоединении оной навсегда к России» 20 марта [1 апреля] 1808 года и подтверждено заключённым 5 [17] сентября 1809 года Фридрихсгамским мирным договором, по которому вся Финляндия (включая Аландские острова) переходила «в собственность и державное обладание империи Российской» в границах, определённых Актом разграничения от 8 [20] ноября 1810 года. Ещё до окончания войны император предпринял ряд шагов по установлению формы своего правления:  25 декабря 1808 [6 января 1809] года им был принят титул Великого князя Финляндского (швед. Storfurste till Finland, фин. Suomen suuriruhtinas), 20 января [1 февраля] 1809 года он пригласил собраться в городе Борго (швед. Borgå, фин. Porvoo) представителей финляндских сословий. В обнародованном накануне манифесте и в своей произнесённой на французском языке речи на открытии сейма 16 [28] марта 1809 года император объявил о сохранении коренных законов и конституции (фр. lois fondamentales et constitutions) края в том виде, как они «в настоящее время существуют», а делегаты принесли присягу в том, что «признают своим государем Александра I, Императора и Самодержца Всероссийского, Великого князя Финляндского» и санкционировали учреждение правительствующего совета из финляндцев, сохранение национальной армии и формирование автономной финансово-экономической и юридической системы. Значение основополагающих законов в княжестве сохранили шведские абсолютистские Закон о форме правления 1772 года и Закон о единстве и безопасности 1789 года.
Основным языком делопроизводства в княжестве оставался шведский; в 1863 году был установлен 20-летний срок для введения в официальное делопроизводство и школьное образование финского языка, используемого ранее в быту и полуофициально, а в 1900 году начато делопроизводство на русском языке, ранее ограниченное документооборотом с центральными учреждениями империи. В отличие от основной её территории, в княжестве использовался григорианский календарь, поэтому в официальных документах империи, касающихся княжества, устанавливались две даты (по григорианскому и юлианскому календарям). Первоначально статус столичного имел город Або (швед. Åbo, фин. Turku), но в 1819 году резиденция генерал-губернатора и правительственные учреждения по указу императора Александра I были переведены в Гельсингфорс (швед. Helsingfors, фин. Helsinki).
Манифестом от 11 [23] декабря 1811 года Александр I включил в состав княжества территорию «Старой Финляндии» (швед. Gamla Finland, фин. Vanha Suomi), присоединённую к России по Ништадтскому миру 1721 года, завершившему Северную войну (на карте показана зелёным цветом), и по Абоскому миру 1743 года, завершившему русско-шведскую войну 1741—1743 гг. (на карте показана жёлтым цветом), организованную как Финляндская губерния.
|        | Портрет | Имя (годы жизни)                                                                 | Полномочия                      | Полномочия                 | Династия                                              | Титул                                                                             | Пр.           |
| Начало | Портрет | Имя (годы жизни)                                                                 | Окончание                       |                            | Династия                                              | Титул                                                                             | Пр.           |
| ------ | ------- | -------------------------------------------------------------------------------- | ------------------------------- | -------------------------- | ----------------------------------------------------- | --------------------------------------------------------------------------------- | ------------- |
| 1      |         | Александр I Павлович (1777—1825) швед. Alexander I фин. Aleksanteri I            | 25 декабря 1808 [6 января 1809] | 19 ноября [1 декабря] 1825 | Дом Романовых швед. Huset Romanov фин. Romanovin Talo | Великий князь Финляндский швед. Storfurste till Finland фин. Suomen suuriruhtinas | [ 26 ] [ 27 ] |
| 2      |         | Константин Павлович (1779—1831) швед. и фин. Konstantin                          | 19 ноября [1 декабря] 1825      | 13 [25] декабря 1825       | Дом Романовых швед. Huset Romanov фин. Romanovin Talo | Великий князь Финляндский швед. Storfurste till Finland фин. Suomen suuriruhtinas | [ 28 ] [ 29 ] |
| 3      |         | Николай I Павлович (1796—1855) швед. Nikolaj I фин. Nikolai I                    | 13 [25] декабря 1825            | 18 февраля [2 марта] 1855  | Дом Романовых швед. Huset Romanov фин. Romanovin Talo | Великий князь Финляндский швед. Storfurste till Finland фин. Suomen suuriruhtinas | [ 30 ] [ 31 ] |
| 4      |         | Александр II Николаевич (1818—1881) швед. Alexander II фин. Aleksanteri II       | 18 февраля [2 марта] 1855       | 1 [13] марта 1881          | Дом Романовых швед. Huset Romanov фин. Romanovin Talo | Великий князь Финляндский швед. Storfurste till Finland фин. Suomen suuriruhtinas | [ 32 ] [ 33 ] |
| 5      |         | Александр III Александрович (1845—1894) швед. Alexander III фин. Aleksanteri III | 1 [13] марта 1881               | 20 октября [1 ноября] 1894 | Дом Романовых швед. Huset Romanov фин. Romanovin Talo | Великий князь Финляндский швед. Storfurste till Finland фин. Suomen suuriruhtinas | [ 34 ] [ 35 ] |
| 6      |         | Николай II Александрович (1868—1918) швед. Nikolaj II фин. Nikolai II            | 20 октября [1 ноября] 1894      | 2 [15] марта 1917          | Дом Романовых швед. Huset Romanov фин. Romanovin Talo | Великий князь Финляндский швед. Storfurste till Finland фин. Suomen suuriruhtinas | [ 37 ] [ 38 ] |

## Установление независимости и гражданская война (1917—1919)

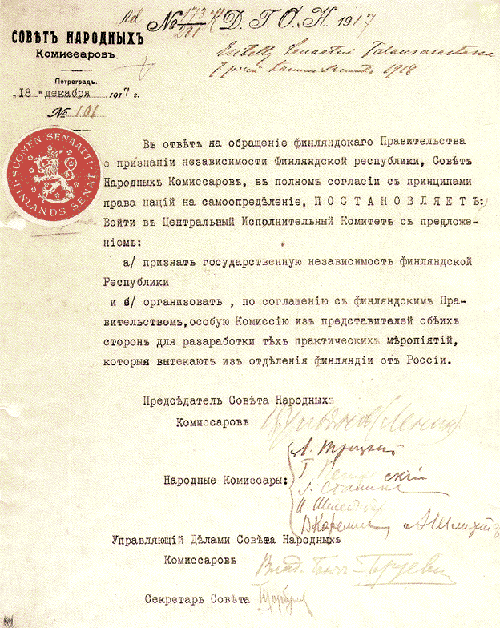
Постановление СНК о признании независимости Финляндии

Линия фронта в феврале 1918 года

После последовавшего 2 [15] марта 1917 года отречения от престола Императора и Самодержца Всероссийского Николая II Александровича в пользу младшего брата великого князя Михаила Александровича, отказавшегося «от восприятия верховной власти впредь до установления в Учредительном собрании образа правления и новых основных законов государства российского», высшим исполнительно-распорядительным и законодательным органом государственной власти в России стало Временное правительство, созданное по соглашению между Комитетом членов Государственной Думы для водворения порядка в столице и для сношения с лицами и учреждениями и Исполнительным комитетом Петроградского Совета рабочих и солдатских депутатов. В Великом Княжестве Финляндском престол с этого момента официально оставался вакантным, великокняжеская власть осуществлялась российским Временным правительством (швед. Provisorisk regering, фин. Väliaikaishallitus), пока 2 [15] ноября 1917 года Эдускунта (парламент Финляндии) не приняла на себя высшую власть в стране, воспользовавшись основополагающим Законом о форме правления 1772 года, позволяющим при отсутствии претендента на трон избрание новой высшей власти («новой династии») представительным органом, поскольку Временное правительство
приняло 1 [14] сентября 1917 года (установив период действия своего решения до созыва Всероссийского учредительного собрания) постановление о провозглашении Российской республики.
Сформированный 14 [27] ноября 1917 года сенат (правительство) во главе с Пером Эвиндом Свинхувудом внёс в Эдускунту 21 ноября [4 декабря] 1917 года проект новой конституции, одновременно огласив заявление сената «К народу Финляндии» (фин. «Suomen Kansalle») о намерении принятия республиканского способа правления, содержащее обращение к властям иностранных государств с просьбой о признании политической независимости и суверенитета народа Финляндии, а также обращение к народу России и его Учредительному собранию о непрепятствовании желанию народа Финляндии присоединиться к свободным и суверенным нациям. Заявление было одобрено Эдускунтой 23 ноября [6 декабря] 1917 года и получило признание в качестве Декларации независимости Финляндии. Поскольку в Петрограде 27 октября [9 ноября] 1917 года «в качестве временного рабочего и крестьянского правительства» был создан Совет Народных Комиссаров Российской Советской Республики (СНК), то после подачи соответствующего ходатайства прибывшей в СНК делегации 18 [31] декабря 1917 года им было принято постановление о признании государственной независимости Финляндской Республики, которое 22 декабря 1917 [4 января 1918] года было ратифицировано Всероссийским Центральным Исполнительным Комитетом совета Рабочих, Солдатских и Крестьянских Депутатов.
Подготовленное Социал-демократической партией Финляндии восстание против сената и Эдускунты началось 27 января 1918 года; был установлен контроль над столицей, большинством крупных городов и в целом югом страны, 28 января создан Совет народных уполномоченных Финляндии (фин. Suomen kansanvaltuuskunnan, швед. Finska folkdelegationen), председателем которого стал Куллерво Маннер, и Верховный совет рабочих Финляндии (фин. Työväen pääneuvosto, швед. Arbetarnas centralråd), — революционные правительство и представительный орган. Члены сената избежали ареста, собрались и продолжили работу в городе Вааса (фин. Vaasa, швед. Vasa), организовав вооружённое сопротивление. Переломным моментом противостояния Красной гвардии и организованных в шюдскор белофиннов стало занятие Тампере белыми под командованием Карла Густава Маннергейма 6 апреля, после чего красное правительство бежало в Выборг, а оттуда в конце апреля в Петроград; 16 мая в Хельсинки состоялся организованный Маннергеймом парад победы.
С возобновлением работы в Хельсинки решением Эдускунты 18 мая 1918 года Пер Эвинд Свинхувуд был уполномочен осуществлять верховную власть в стране, формально сохранив пост председателя сената и после формирования 27 мая его нового состава, реальное руководство которым было возложено на вице-председателя хозяйственного департамента (фин. Talousosaston varapuheenjohtajat, швед. Vice ordförande för ekonomiedepartementet) Юхо Кусти Паасикиви. Используемый прессой термин «регент Финляндии» (фин. Suomen valtionhoitaja) не был официальным, правовые акты издавались от имени «носителя верховной власти» (фин. Korkeimman vallan haltija, швед. Innehavarens av högsta makten), но неизменно подписывались Свинхувудом как председателем сената (фин. Suomen Senaatin puheenjohtaja, швед. Ordförande i Finlands Senat). После реорганизации 27 ноября 1918 года сената в Государственный совет (фин. valtioneuvosto, швед. statsrådet), возглавляемый премьер-министром (фин. pääministeri, или государственным министром, швед. statsminister), за Свинхувудом также был сохранён пост его формального председателя (фин. Valtioneuvoston puheenjohtaja, швед. Statsrådets ordförande).
Вновь воспользовавшись Законом о форме правления 1772 года, позволяющим при отсутствии претендента на трон избрание новой династии, 9 октября 1918 года Эдускунта избрала королём Финляндии принца Фридриха Карла Людвига Константина Гессен-Кассель-Румпенхеймского (под именем Фредрик Каарле, фин. Fredrik Kaarle, швед. Fredrik Karl), который, однако, ввиду Ноябрьской революции в Германии и отречения от престола его тестя кайзера Вильгельма II счёл невозможным принять предложенный трон, о чём 14 декабря письменно уведомил финляндское посольство в Берлине.
Отставка Свинхувуда с поста носителя верховной власти была принята Эдускунтой 12 декабря 1918 года, и в тот же день Маннергейм был официально утверждён регентом королевства (фин. Valtionhoitaja, швед. Riksföreståndare) (до его прибытия в Турку 22 декабря и в Хельсинки на следующий день его замещал глава правительства Лаури Ингман). После победы сторонников республики на выборах в Эдускунту, состоявшихся 1—3 марта 1919 года, Маннергейм подписал 17 июля подготовленный ими конституционный акт об установлении республиканской формы правления и временно ушёл из политической жизни, проиграв в парламенте 25 июля первые президентские выборы Каарло Юхо Стольбергу.
Курсивом на сером фоне показаны даты начала и окончания полномочий лиц, возглавлявших Совет народных уполномоченных Финляндии периода гражданской войны.
|            | Портрет                      | Имя (годы жизни) | Полномочия         | Полномочия                                                                                           | Партия                                  | Должность | Выборы       | Пр.           |
| Начало     | Портрет                      | Имя (годы жизни) | Окончание          | | Партия                                  | Должность | Выборы       | Пр.           |
| ---------- | ---------------------------- | --- | ------------------ | --- | --------------------------------------- | --- | ------------ | ------------- |
| 7          |                              | Князь Георгий Евгеньевич Львов (1861—1925) швед. Georgij Jevgenjevitj Lvov фин. Georgi Jevgenjevitš Lvov                                                                            | 2 [15] марта 1917  | 7 [20] июля 1917                                                                                     | Конституционно-демократическая партия   | Министр-председатель Временного правительства швед. Minister-ordförande i den provisoriska regeringen фин. Väliaikaisen hallituksen ministeri-puheenjohtaja | [ комм. 18 ] | [ 74 ] [ 75 ] |
| 8 (I—II)   |                              | Александр Фёдорович Керенский (1881—1970) швед. Aleksandr Fjodorovitj Kerenskij фин. Aleksandr Fjodorovitš Kerenski                                                                 | 7 [20] июля 1917   | 25 сентября [8 октября] 1917                                                                         | Партия социалистов-революционеров       | Министр-председатель Временного правительства швед. Minister-ordförande i den provisoriska regeringen фин. Väliaikaisen hallituksen ministeri-puheenjohtaja | [ комм. 19 ] | [ 76 ] [ 77 ] |
| 8 (I—II)   | 25 сентября [8 октября] 1917 | Александр Фёдорович Керенский (1881—1970) швед. Aleksandr Fjodorovitj Kerenskij фин. Aleksandr Fjodorovitš Kerenski                                                                 | 2 [15] ноября 1917 | [ комм. 21 ]                                                                                         | Партия социалистов-революционеров       | Министр-председатель Временного правительства швед. Minister-ordförande i den provisoriska regeringen фин. Väliaikaisen hallituksen ministeri-puheenjohtaja |              | [ 76 ] [ 77 ] |
| 9          |                              | Отто Йоханнес Лундсон (1867—1939) швед. и фин. Otto Johannes Lundson | 2 [15] ноября 1917 | 18 мая 1918                                                                                          | Младофинская партия                     | председатель финляндского парламента швед. Talman i Finlands lantdag фин. Suomen eduskunnan puhemies                                                        | [ комм. 23 ] | [ 78 ] [ 79 ] |
| —          |                              | Куллерво Ачиллес Маннер (1880—1939) фин. и швед. Kullervo Achilles Manner | 28 января 1918     | 12 апреля 1918 (?)                                                                                   | Социал-демократическая партия Финляндии | председатель Совета народных уполномоченных Финляндии фин. Suomen kansanvaltuuskunnan puheenjohtaja швед. Ordförande för Finlands folkdelegation            | [ комм. 24 ] | [ 80 ] [ 81 ] |
| —          |                              | Отто Вилле Куусинен (1881—1964) фин. Otto Ville Kuusinen швед. Otto Wilhelm Kuusinen в СССР Отто Вильгельмович Куусинен                                                             | 12 апреля 1918 (?) | 17 апреля 1918                                                                                       | Социал-демократическая партия Финляндии | председатель Совета народных уполномоченных Финляндии фин. Suomen kansanvaltuuskunnan puheenjohtaja швед. Ordförande för Finlands folkdelegation            | [ комм. 24 ] | [ 82 ] [ 83 ] |
| —          |                              | Лаури Аукусти Летонмяки (1886—1935) фин. и швед. Lauri Aukusti Letonmäki в СССР Лаури Матвеевич Летонмяки                                                                           | 17 апреля 1918     | 25 апреля 1918                                                                                       | Социал-демократическая партия Финляндии | председатель Совета народных уполномоченных Финляндии фин. Suomen kansanvaltuuskunnan puheenjohtaja швед. Ordförande för Finlands folkdelegation            | [ комм. 24 ] | [ 84 ] [ 85 ] |
| 10 (I—III) |                              | Пер Эвинд Свинхувуд-аф-Овальстад (1861—1944) швед. и фин. Pehr Evind Svinhufvud af Qvalstad                                                                                         | 18 мая 1918        | 27 мая 1918                                                                                          | Младофинская партия                     | председатель сената Финляндии фин. Suomen Senaatin puheenjohtaja швед. Ordförande i Finlands Senat                                                          | [ комм. 22 ] | [ 86 ] [ 87 ] |
| 10 (I—III) | 27 мая 1918                  | Пер Эвинд Свинхувуд-аф-Овальстад (1861—1944) швед. и фин. Pehr Evind Svinhufvud af Qvalstad                                                                                         | 27 ноября 1918     | [ комм. 25 ]                                                                                         | Младофинская партия                     | председатель сената Финляндии фин. Suomen Senaatin puheenjohtaja швед. Ordförande i Finlands Senat                                                          |              | [ 86 ] [ 87 ] |
| 10 (I—III) | 27 ноября 1918               | Пер Эвинд Свинхувуд-аф-Овальстад (1861—1944) швед. и фин. Pehr Evind Svinhufvud af Qvalstad                                                                                         | 12 декабря 1918    | председатель Государственного совета фин. Valtioneuvoston puheenjohtaja швед. Statsrådets ordförande | Младофинская партия                     | [ комм. 26 ] |              | [ 86 ] [ 87 ] |
| и. о.      |                              | Лаури Йоханнес Ингман (1868—1934) швед. и фин. Lauri Johannes Ingman | 12 декабря 1918    | 23 декабря 1918                                                                                      | Национальная коалиционная партия        | премьер-министр фин. Pääministeri швед. Statsminister | [ комм. 28 ] | [ 88 ] [ 89 ] |
| 11 (I)     |                              | барон, генерал от кавалерии Карл Густав Эмиль Маннергейм (1867—1951) швед. и фин. Carl Gustaf Emil Mannerheim на службе в российской императорской армии Густав Карлович Маннергейм | 23 декабря 1918    | 26 июля 1919                                                                                         | независимый                             | регент фин. Valtionhoitaja швед. Riksföreståndare | [ комм. 30 ] | [ 90 ] [ 91 ] |

## Республика (с 1919)
После победы на выборах в Эдускунту, состоявшихся 1—3 марта 1919 года, сторонников республики, регент королевства Карл Густав Эмиль Маннергейм подписал 17 июля подготовленный ими конституционный акт об установлении республиканской формы правления и временно ушёл из политической жизни, проиграв в парламенте 25 июля первые президентские выборы Каарло Юхо Стольбергу. Последующие президентские выборы проходили в два этапа: населением формировалась коллегия выборщиков, ею избирался на шестилетний срок президент республики.
После начала «Зимней войны» на контролируемой СССР территории Финляндии была провозглашена марионеточная Финляндская Демократическая Республика (ФДР, фин. Suomen kansanvaltainen tasavalta), Народное правительство (фин. Suomen kansanhallituksen) которой возглавил активный деятель Коммунистического интернационала Отто Куусинен. Эта республика была признана СССР, Монголией и Тувой. Уже 2 декабря 1939 года между ФДР и СССР был заключён Договор о взаимопомощи и дружбе, предусматривающий обмен территориями на советских условиях и последующую его ратификацию «в возможно более короткий срок в столице Финляндии — городе Хельсинки». По заключённому 12 марта 1940 года Московскому мирному договору, завершившему Зимнюю войну, СССР были переданы северная часть Карельского перешейка, ряд островов в Финском заливе, территория Салла — Куусамо, часть полуостровов Рыбачий и Средний. Финляндия вступила в мировую войну на стороне Германии 25 июня 1941 года, начав военные действия против СССР; к концу 1941 года ею были возвращены утраченные земли и оккупированы 2/3 территории Карело-Финской ССР, включая её столицу Петрозаводск, начата блокада Ленинграда с севера. После проведения летом 1944 года советской Выборгско-Петрозаводской наступательной операции по предложению Финляндии 4—5 сентября вступило в силу соглашение о прекращении огня, а 19 сентября было заключено перемирие; состояние войны завершил подписанный 10 февраля 1947 года Парижский мирный договор между Финляндией и находившимися в состоянии войны с нею союзниками, в целом подтвердивший условия договора 1940 года, с дополнительной передачей СССР области Петсамо. В период с 4 августа 1944 года до 4 марта 1946 года президентом республики являлся главнокомандующий Силами обороны Финляндии маршал Маннергейм, избранный парламентом после отставки президента Ристо Рюти, осуждённого впоследствии за  военные преступления, и сам ушедший в отставку после выполнения задач по выходу из войны и урегулирования условий перемирия.
В послевоенные десятилетия внешняя политика страны, направленная на добрососедские отношения с СССР, сформированная президентами Юхо Паасикиви (1946—1956) и Урхо Кекконеном (1956—1982), получила название Линия Паасикиви — Кекконена. В 1973 году законом о чрезвычайном положении Эдускунта (парламент) приняла решение о продлении третьего срока полномочий президента Урхо Кекконена на четыре года без проведения выборов в 1974 году.
Президентские выборы 1988 года прошли по обновлённой системе: кроме формирования коллегии выборщиков проходило прямое голосование за кандидатов в президенты, однако никто из них не набрал более 50 % голосов избирателей, поэтому голосование вновь состоялось в коллегии выборщиков. Последующие выборы являлись прямыми; если ни один кандидат не получал более половины голосов избирателей в первом туре, проводился второй тур голосования по двум кандидатурам, набравшим наибольшее число голосов. Новая Конституция, вступившая в силу 1 марта 2000 года, несколько изменила полномочия президента, сохранив порядок его избрания.
Курсивом на сером фоне показаны даты начала и окончания полномочий лица, возглавлявшего Народное правительство Финляндии, провозглашённое на контролируемой СССР территории в период «Зимней войны».
|           | Портрет         | Имя (годы жизни) | Полномочия      | Полномочия                                                                   | Партия                            | Должность | Выборы       | Пр.             |
| Начало    | Портрет         | Имя (годы жизни) | Окончание       |                                                                              | Партия                            | Должность | Выборы       | Пр.             |
| --------- | --------------- | --- | --------------- | ---------------------------------------------------------------------------- | --------------------------------- | --- | ------------ | --------------- |
| 12        |                 | Каарло Юхо Стольберг (1865—1952) фин. Kaarlo Juho Ståhlberg урожд. Карл Йохан Стольберг швед. Carl Johan Ståhlberg                                             | 26 июля 1919    | 1 марта 1925                                                                 | Национальная прогрессивная партия | президент республики фин. Tasavallan Presidentti швед. Republikens President | 1919         | [ 105 ] [ 106 ] |
| 13        |                 | Лаури Кристиан Реландер (1883—1942) фин. Lauri Kristian Relander урожд. Ларс Кристиан Реландер швед. Lars Kristian Relander                                    | 1 марта 1925    | 1 марта 1931                                                                 | Аграрный союз                     | президент республики фин. Tasavallan Presidentti швед. Republikens President | 1925         | [ 107 ] [ 108 ] |
| 10 (IV)   |                 | Пер Эвинд Свинхувуд-аф-Овальстад (1861—1944) швед. и фин. Pehr Evind Svinhufvud af Qvalstad                                                                    | 1 марта 1931    | 1 марта 1937                                                                 | Национальная коалиционная партия  | президент республики фин. Tasavallan Presidentti швед. Republikens President | 1931         | [ 86 ] [ 87 ]   |
| 14        |                 | Кюёсти Каллио (1873—1940) фин. Kyösti Kallio урожд. Густаф Каллиокангас швед. Gustaf Kalliokangas                                                              | 1 марта 1937    | 19 декабря 1940                                                              | Аграрный союз                     | президент республики фин. Tasavallan Presidentti швед. Republikens President | 1937         | [ 109 ] [ 110 ] |
| —         |                 | Отто Вилле Куусинен (1881—1964) фин. Otto Ville Kuusinen швед. Otto Wilhelm Kuusinen в СССР Отто Вильгельмович Куусинен                                        | 1 декабря 1939  | 12 марта 1940                                                                | Коммунистическая партия Финляндии | председатель Народного правительства Финляндии фин. Suomen kansanhallituksen puheenjohtaja                                                                                         | [ комм. 35 ] | [ 82 ] [ 83 ]   |
| и. о.     |                 | Ристо Хейкки Рюти (1889—1956) фин. Risto Heikki Ryti урожд. Ристо Хенрик Рюти швед. Risto Henrik Ryti                                                          | 19 декабря 1940 | 21 декабря 1940                                                              | Национальная прогрессивная партия | премьер-министр в качестве исполняющего обязанности президента республики фин. Tasavallan Presidentin tehtävien hoitajana швед. Såsom utövare av Republikens Presidents åligganden | [ комм. 36 ] | [ 111 ] [ 112 ] |
| 15 (I—II) | 21 декабря 1940 | Ристо Хейкки Рюти (1889—1956) фин. Risto Heikki Ryti урожд. Ристо Хенрик Рюти швед. Risto Henrik Ryti                                                          | 1 марта 1943    | президент республики фин. Tasavallan Presidentti швед. Republikens President | Национальная прогрессивная партия | 1940 |              | [ 111 ] [ 112 ] |
| 15 (I—II) | 1 марта 1943    | Ристо Хейкки Рюти (1889—1956) фин. Risto Heikki Ryti урожд. Ристо Хенрик Рюти швед. Risto Henrik Ryti                                                          | 1 августа 1944  | президент республики фин. Tasavallan Presidentti швед. Republikens President | Национальная прогрессивная партия | 1943 |              | [ 111 ] [ 112 ] |
| и. о.     |                 | Эдвин Йоханнес Хильдегард Линкомиес (1894—1963) фин. Edwin Johannes Hildegard Linkomies урожд. Эдвин Йохан Хильдегард Флинк швед. Edwin Johan Hildegard Flinck | 1 августа 1944  | 4 августа 1944                                                               | Национальная коалиционная партия  | премьер-министр в качестве исполняющего обязанности президента республики фин. Tasavallan Presidentin tehtävien hoitajana швед. Såsom utövare av Republikens Presidents åligganden | [ комм. 38 ] | [ 113 ] [ 114 ] |
| 11 (II)   |                 | барон, маршал Карл Густав Эмиль Маннергейм (1867—1951) швед. и фин. Carl Gustaf Emil Mannerheim                                                                | 4 августа 1944  | 4 марта 1946                                                                 | независимый                       | президент республики фин. Tasavallan Presidentti швед. Republikens President | [ комм. 40 ] | [ 90 ] [ 91 ]   |
| и. о.     |                 | Юхо Кусти Паасикиви (1870—1956) фин. Juho Kusti Paasikivi урожд. Йохан Август Хельстен швед. Johan August Hellstén                                             | 4 марта 1946    | 11 марта 1946                                                                | Национальная коалиционная партия  | премьер-министр в качестве исполняющего обязанности президента республики фин. Tasavallan Presidentin tehtävien hoitajana швед. Såsom utövare av Republikens Presidents åligganden | [ комм. 41 ] | [ 115 ] [ 116 ] |
| 16 (I—II) | 11 марта 1946   | Юхо Кусти Паасикиви (1870—1956) фин. Juho Kusti Paasikivi урожд. Йохан Август Хельстен швед. Johan August Hellstén                                             | 1 марта 1950    | президент республики фин. Tasavallan Presidentti швед. Republikens President | Национальная коалиционная партия  | 1946 |              | [ 115 ] [ 116 ] |
| 16 (I—II) | 1 марта 1950    | Юхо Кусти Паасикиви (1870—1956) фин. Juho Kusti Paasikivi урожд. Йохан Август Хельстен швед. Johan August Hellstén                                             | 1 марта 1956    | президент республики фин. Tasavallan Presidentti швед. Republikens President | Национальная коалиционная партия  | 1950 |              | [ 115 ] [ 116 ] |
| 17 (I—IV) |                 | Урхо Калева Кекконен (1900—1986) швед. и фин. Urho Kaleva Kekkonen                                                                                             | 1 марта 1956    | президент республики фин. Tasavallan Presidentti швед. Republikens President | 1 марта 1962                      | Аграрный союз → Партия центра | 1956         | [ 102 ] [ 117 ] |
| 17 (I—IV) | 1 марта 1962    | Урхо Калева Кекконен (1900—1986) швед. и фин. Urho Kaleva Kekkonen                                                                                             | 1 марта 1968    | президент республики фин. Tasavallan Presidentti швед. Republikens President | 1962                              | Аграрный союз → Партия центра |              | [ 102 ] [ 117 ] |
| 17 (I—IV) | 1 марта 1968    | Урхо Калева Кекконен (1900—1986) швед. и фин. Urho Kaleva Kekkonen                                                                                             | 1 марта 1978    | президент республики фин. Tasavallan Presidentti швед. Republikens President | 1968                              | Аграрный союз → Партия центра |              | [ 102 ] [ 117 ] |
| 17 (I—IV) | 1 марта 1978    | Урхо Калева Кекконен (1900—1986) швед. и фин. Urho Kaleva Kekkonen                                                                                             | 27 января 1982  | президент республики фин. Tasavallan Presidentti швед. Republikens President | 1978                              | Аграрный союз → Партия центра |              | [ 102 ] [ 117 ] |
| 18 (I—II) |                 | Мауно Хенрик Койвисто (1923—2017) фин. и швед. Mauno Henrik Koivisto                                                                                           | 27 января 1982  | президент республики фин. Tasavallan Presidentti швед. Republikens President | 1 марта 1988                      | Социал-демократическая партия Финляндии | 1982         | [ 118 ] [ 119 ] |
| 18 (I—II) | 1 марта 1988    | Мауно Хенрик Койвисто (1923—2017) фин. и швед. Mauno Henrik Koivisto                                                                                           | 1 марта 1994    | президент республики фин. Tasavallan Presidentti швед. Republikens President | 1988                              | Социал-демократическая партия Финляндии |              | [ 118 ] [ 119 ] |
| 19        |                 | Мартти Ойва Калеви Ахтисаари (1937—2023) фин. и швед. Martti Oiva Kalevi Ahtisaari                                                                             | 1 марта 1994    | президент республики фин. Tasavallan Presidentti швед. Republikens President | 1 марта 2000                      | Социал-демократическая партия Финляндии | 1994         | [ 120 ] [ 121 ] |
| 20 (I—II) |                 | Тарья Каарина Халонен (1943—) фин. и швед. Tarja Kaarina Halonen                                                                                               | 1 марта 2000    | президент республики фин. Tasavallan Presidentti швед. Republikens President | 1 марта 2006                      | Социал-демократическая партия Финляндии | 2000         | [ 122 ] [ 123 ] |
| 20 (I—II) | 1 марта 2006    | Тарья Каарина Халонен (1943—) фин. и швед. Tarja Kaarina Halonen                                                                                               | 1 марта 2012    | президент республики фин. Tasavallan Presidentti швед. Republikens President | 2006                              | Социал-демократическая партия Финляндии |              | [ 122 ] [ 123 ] |
| 21 (I—II) |                 | Саули Вяйнямё Ниинистё (1948—) фин. и швед. Sauli Väinämö Niinistö                                                                                             | 1 марта 2012    | президент республики фин. Tasavallan Presidentti швед. Republikens President | 1 марта 2018                      | Национальная коалиционная партия | 2012         | [ 124 ] [ 125 ] |
| 21 (I—II) | 1 марта 2018    | Саули Вяйнямё Ниинистё (1948—) фин. и швед. Sauli Väinämö Niinistö                                                                                             | 1 марта 2024    | президент республики фин. Tasavallan Presidentti швед. Republikens President | 2018                              | Национальная коалиционная партия |              | [ 124 ] [ 125 ] |
| 22        |                 | Кай-Ёран Александр Стубб (1968—) и швед. Cai-Göran Alexander Stubb                                                                                             | 1 марта 2024    | президент республики фин. Tasavallan Presidentti швед. Republikens President | действующий                       | Национальная коалиционная партия | 2024         | [ 126 ] [ 127 ] |